# Aguiar de Sousa
Aguiar de Sousa ist eine Gemeinde im Kreis Paredes des Distrikts Porto in Portugal. Die Stadt hat 1582 Einwohner (Stand 19. April 2021).

## Geografie
Das Gemeindegebiet liegt in der felsigen, grünbewachsenen Landschaft, die durch die Täler der Flüsse Douro und Sousa gekennzeichnet ist. 

## Geschichte

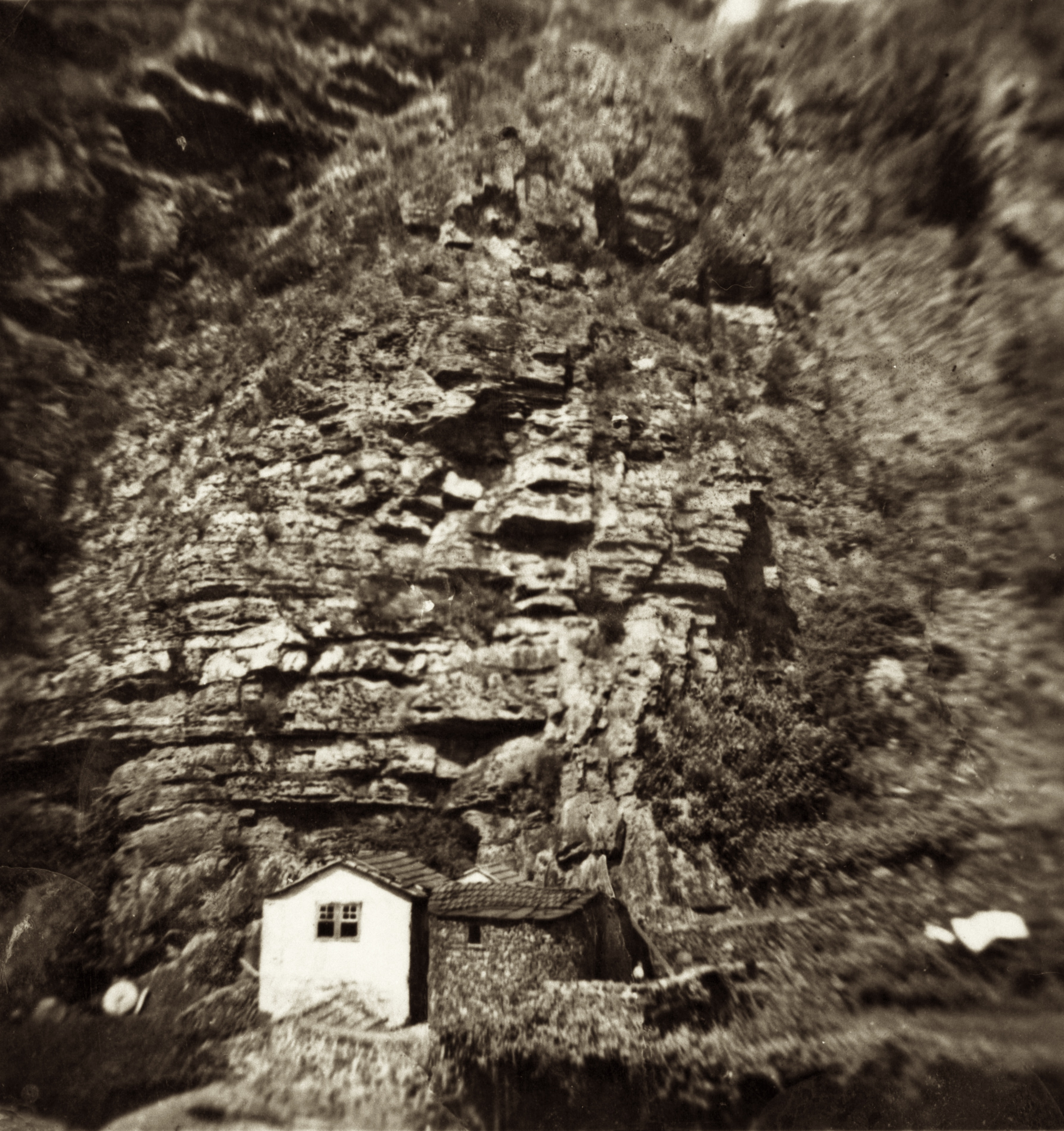
Die Kapelle Senhora do Salto in Aguiar de Sousa (1957)

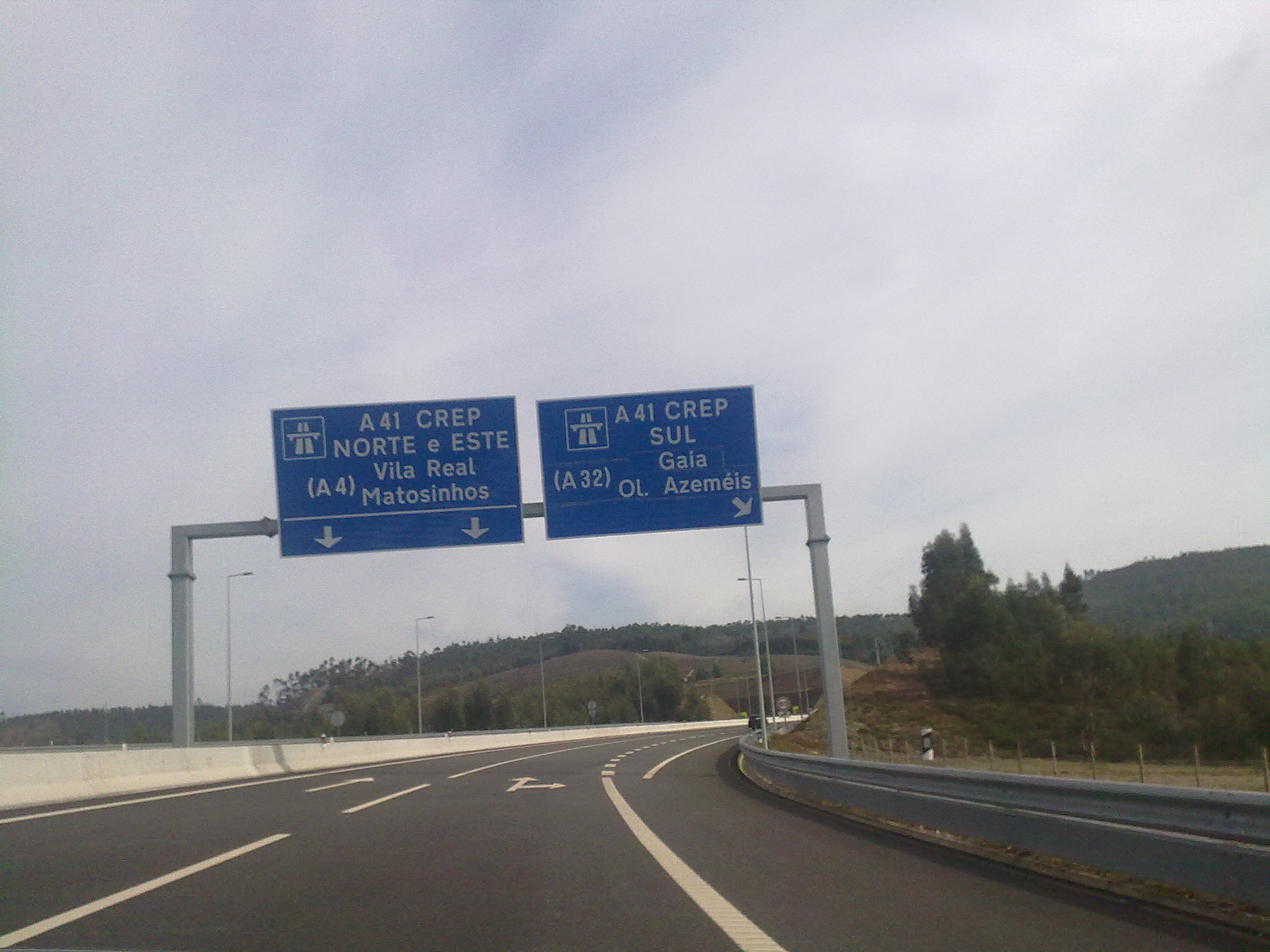
Die A41 nahe Aguiar de Sousa

Der Ort spielte in der Reconquista eine Rolle, wovon die zu besichtigenden Reste des Burgturmes (Torre dos Castelo de Aguiar de Sousa) zeugen. Almansor griff 995 die Festung an, die in der Folge zu einem wichtigen Punkt der Verteidigungslinien gegen die Mauren ausgebaut wurde. Die Burgreste sind heute ein denkmalgeschützter Teil der Route entlang der römischen Ausgrabungen in Portugal, der Rota do Românico.
Die seit der Unabhängigkeit des Königreiches Portugal 1139 eigenständige Gemeinde war ein eigener Kreis (Concelho) bis zur Verwaltungsreform 1855 und gehört seither zum Kreis von Paredes.

## Name
Bereits zur Zeit der römischen Belagerung bekannt, geht ihr Name auf aquilare bzw. aquilaris zurück, bedingt durch die damals hier zahlreich vorkommenden Adler (lat.: Aquila). Der nahe Fluss Rio Sousa war der zweite Namenspate.

## Verkehr
Die Gemeinde liegt an der Autobahn A41, mit eigenem Anschluss.
Der nächste Eisenbahnanschluss ist der Bahnhof in Paredes, an der Linha do Douro.